# اليوم الدولي للتأهب للأوبئة
اليوم الدولي للتأهب للأوبئة هو يوم دولي يشجع كل فرد مؤسسة وحكومة على الاحتفال باليوم الدولي سنويًا " ... بطريقة مناسبة ووفقًا للسياقات والأولويات الوطنية، من خلال أنشطة التعليم والتوعية، من أجل تسليط الضوء على أهمية الوقاية من الأوبئة والاستعداد لها والشراكة ضدها ". حددت الجمعية العامة للأمم المتحدة يوم 27 ديسمبر باعتباره اليوم الدولي للتأهب للأوبئة في 7 ديسمبر 2020.
أن الدافع وراء تحديد يوم محدد لهذا الموضوع كان تجربة جائحة فيروس كورونا المستجد (كوفيد-19) الذي لا ينتهي ولا يمكن السيطرة عليه حتى الآن. حيث أدركت منظمة الصحة العالمية ، وكذلك الحكومات والقادة في جميع أنحاء العالم، أن " هناك حاجة ملحة إلى أنظمة صحية مرنة وقوية، تصل إلى أولئك المعرضين للخطر أو الذين يعيشون في مواقف هشة".
هناك حاجة ماسة إلى رفع مستوى الوعي، وتبادل المعلومات، والمعرفة العلمية وأفضل الممارسات، والتعليم الجيد، وبرامج المناصرة بشأن الأوبئة على المستويات المحلية والوطنية والإقليمية والعالمية كتدابير فعالة للوقاية من الأوبئة والاستجابة لها".

## روابط خارجية
- اليوم الدولي للتأهب للأوبئة